# Penn State Nittany Lions
Penn State Nittany Lions är en idrottsförening tillhörande Pennsylvania State University (Penn State) och har som uppgift att ansvara för universitetets idrottsutövning.
Damernas basketlag går dock under namnet Penn State Lady Lions.

## Idrotter
Nittany Lions deltager i följande idrotter:
| Herrar - Amerikansk fotboll - Baseboll - Basket - Brottning - Fotboll - Friidrott - Fäktsport - Golf - Gymnastik - Ishockey - Lacrosse - Simhopp - Simning - Tennis - Terränglöpning - Volleyboll | Damer - Basket (Som Lady Lions) - Fotboll - Friidrott - Fäktsport - Golf - Gymnastik - Ishockey - Lacrosse - Landhockey - Simhopp - Simning - Softboll - Tennis - Terränglöpning - Volleyboll |

## Idrottsutövare

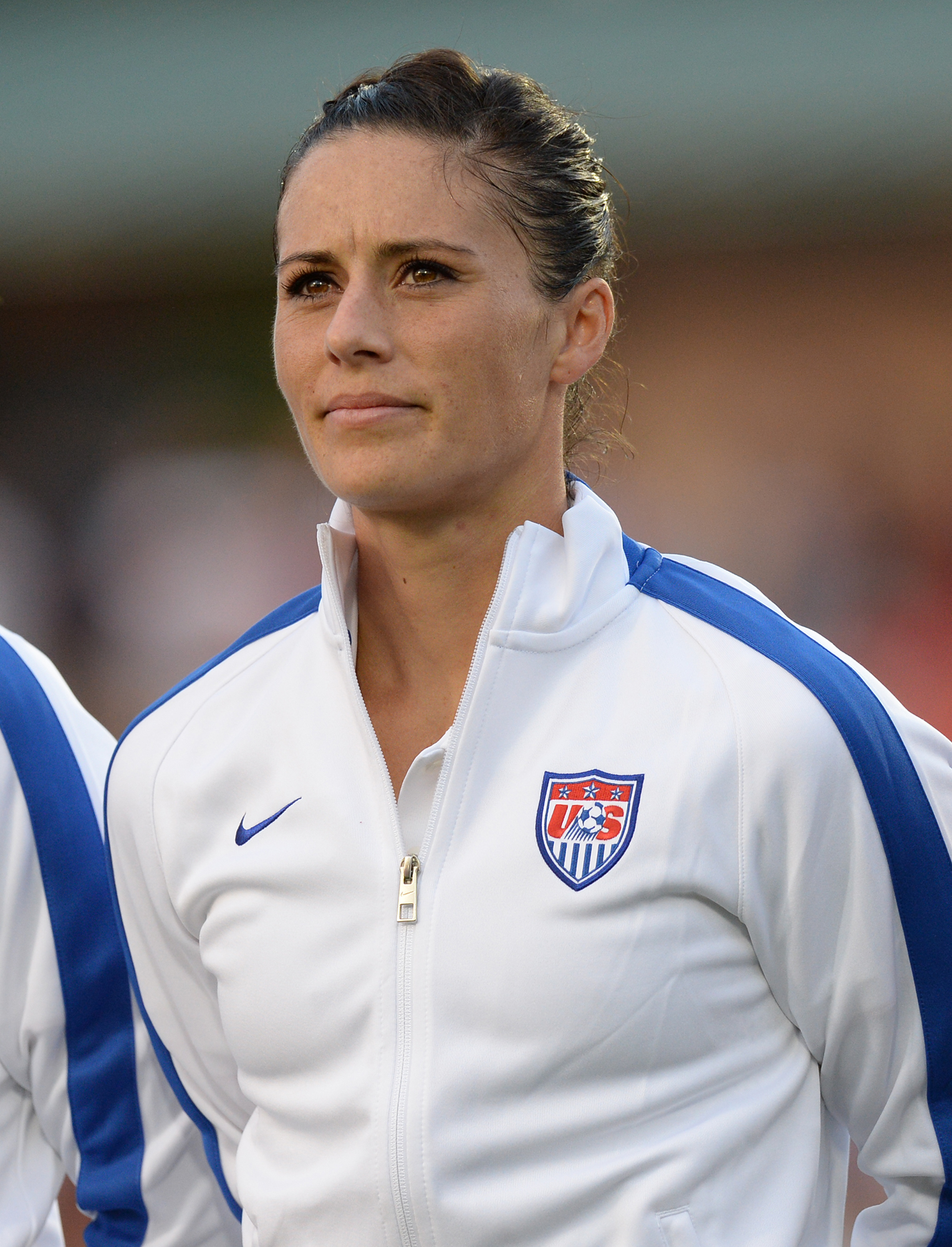
Ali Krieger.

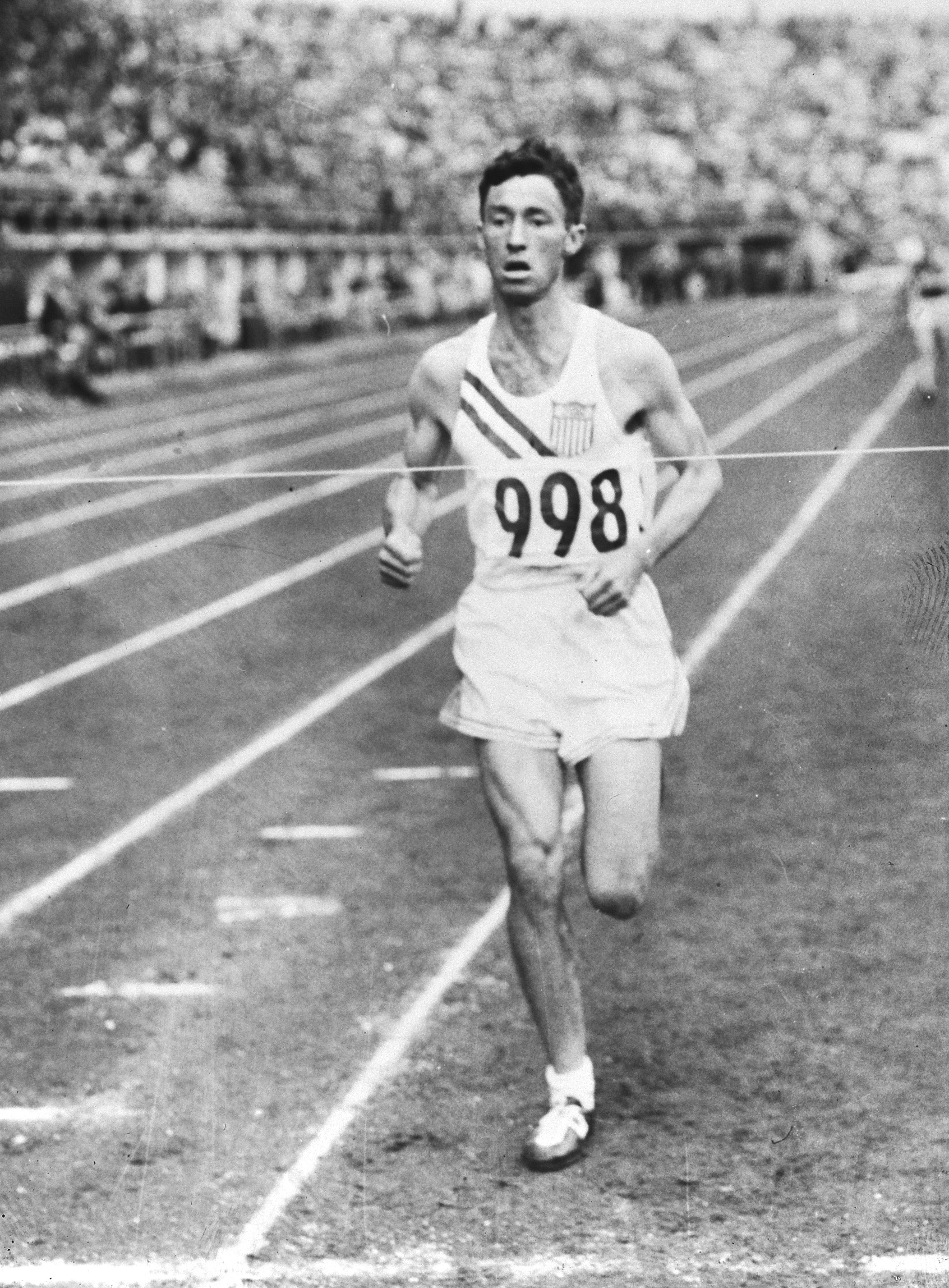
Horace Ashenfelter.

Ett urval av idrottare som har representerat idrottsföreningen.
| Amerikansk fotboll - Mike Alexander Basket - Izaiah Brockington - Andrew Funk - Seth Lundy - Suzie McConnell-Serio - Jalen Pickett - Lamar Stevens - Joonas Suotamo Brottning - Phil Davis Fotboll - Ali Krieger - Allie Long - Erin McLeod - Carmelina Moscato - Alyssa Naeher - Raquel Rodríguez | Friidrott - Horace Ashenfelter - Alan Helffrich - Joe Kovacs Fäktsport - Monica Aksamit Ishockey - Casey Bailey - Brandon Biro - Brett Murray Landhockey - Charlene Morett - Brenda Stauffer Volleyboll - Matthew Anderson - Alisha Glass - Christa Harmotto - Maxwell Holt |